# كريستينا نيلسن
كريستينا نيلسن (بالدنماركية: Christina Nielsen)‏ هي سائقة سباق دنماركية، ولدت في 10 يناير 1992 في Hørsholm ‏ في الدنمارك.

## وصلات خارجية
- الموقع الرسمي
- كريستينا نيلسن على موقع Racing-Reference.info (الإنجليزية)
- كريستينا نيلسن على موقع DriverDB.com (الإنجليزية)